# Clinton Davisson
Clinton Davisson, född 22 oktober 1881 i Bloomington, Illinois, USA, död 1 februari 1958 i Charlottesville, Virginia, var en amerikansk fysiker som var delaktig i upptäckten av elektrondiffraktionen. Experimentet bekräftade idéerna om de Broglie-våglängd. För detta mottog han Nobelpriset i fysik 1937 tillsammans med G.P. Thomson, som självständigt upptäckte elektrondiffraktion ungefär samtidigt som Davisson.

## Biografi
Davisson tog examen vid Bloomington High School 1902 och började på University of Chicago på ett stipendium. På rekommendation av Robert A. Millikan anställdes han 1905 av Princeton University som fysiklärare. Han avslutade sin kandidatexamen i Chicago 1908, främst genom att arbeta på somrarna. Medan han undervisade vid Princeton gjorde han doktorsavhandling under handledning av Owen Richardson. Han fick sin doktorsexamen i fysik vid Princeton 1911 och samma år gifte han sig med Richardsons syster, Charlotte. Richardson var svägerska till Oswald Veblen, en framstående matematiker. Clinton och Charlotte Davisson (död 1984) fick ett barn, den amerikanska fysikern Richard Davisson.
Davisson dog den 1 februari 1958, 76 år gammal.

## Karriär och vetenskapligt arbete
Davisson utsågs sedan till biträdande professor vid Carnegie Institute of Technology. År 1917 tog han ledigt från Carnegie Institute för att göra krigsrelaterad forskning vid ingenjörsavdelningen vid Western Electric Company (senare Bell Telephone Laboratories). I slutet av kriget antogs Davisson till en permanent position vid Western Electric efter att ha fått försäkringar om sin frihet att utföra grundforskning där. Han hade funnit att hans undervisningsansvar vid Carnegie Institute i stor utsträckning hindrade honom från att forska. Davisson stannade kvar på Western Electric (och Bell Phone) fram till sin formella pensionering 1946. Han accepterade sedan en utnämning till forskningsprofessor vid University of Virginia där han fortsatte fram till sin andra pensionering 1954.

### Elektrondiffraktion och Davisson–Germer-experimentet
Diffraktion är en karakteristisk effekt när en våg inträffar på en bländare eller ett galler och är nära förknippad med karaktären av själva vågrörelsen. På 1800-talet var diffraktion väl etablerad för ljus och för krusningar på vätskans ytor. År 1927, medan de arbetade för Bell Labs, utförde Davisson och Lester Germer ett experiment som visade att elektroner diffrakterades på ytan av en nickelkristall. Detta berömda Davisson-Germer-experiment bekräftade de Broglie-hypotesen att partiklar av materia har en vågliknande natur, vilket är en central grundsats i kvantmekaniken. I synnerhet möjliggjorde deras observation av diffraktion den första mätningen av en våglängd för elektroner. Den uppmätta våglängden {\displaystyle \lambda } stämde väl med de Broglies ekvation {\displaystyle \lambda =h/p} där {\displaystyle h} är Plancks konstant och {\displaystyle p} är elektronens rörelsemängd.

## Utmärkelser och hedersbetygelser
- Comstock-priset i fysik,  1928[7]
- Elliott Cresson-medaljen,  1931[8]
- Hughesmedaljen,  1935
- Nobelpriset i fysik, med  George Paget Thomson,  1937[9][10]
- Hedersdoktor vid Lyons universitet,  1939[11]
- Hedersdoktor vid Purdue University
- Medlem av American Physical Society
- Hedersdoktor vid Princeton University

[Redigera Wikidata]
En nedslagskrater på månens baksida namngavs efter Davisson 1970 av IAU.